# Synanthedon exitiosa
Synanthedon exitiosa is een vlinder uit de familie wespvlinders (Sesiidae), onderfamilie Sesiinae.
Synanthedon exitiosa is voor het eerst wetenschappelijk beschreven door Say in 1823. De soort komt voor in het Nearctisch gebieden het  Neotropisch gebied.